# Costa-Gavras
Constantin Costa-Gavras (în greacă Κωνσταντίνος Γαβράς, transliterat: Konstantinos Gavras; n. 12 februarie 1933, Iraia, Peloponez, Grecia de Vest și Insulele Ionice⁠(d), Grecia) este un regizor și producător de film francez.

## Biografie
După ce a absolvit în 1959, Costa Gavras i-a avut drept mentori pe Rene Clement, Rene Clair și Jacques Demy.
În 1982, Costa Gavras a acceptat conducerea Cinematecii Franceze⁠(en)[traduceți].
De-a lungul carierei sale, Costa Gavras s-a dovedit a fi un avocat neobosit al promovării filmelor și al libertății artistice, ducând mai departe faima internațională a instituției.
Fiul său, Romain Gavras, este și el regizor de film.

## Filmografie
- 1965 Compartimentul ucigașilor (Compartiment Tueurs)
- 1967 Shock Troops (Un homme de trop)
- 1968 Z – a câștigat Premiul Oscar pentru cel mai bun film străin
- 1970 Mărturisirea (L'Aveu)
- 1972 Stare de asediu (État de Siège)
- 1975 Secția specială (Section spéciale)
- 1979 Clar de femeie (Clair de femme)
- 1982 Dispărutul (Missing)
- 1983 Hanna K.
- 1986 Consiliu de familie (Conseil de famille)
- 1988 Trădat din dragoste (Betrayed)
- 1989 Music Box
- 1993 Micul apocalips (La petite apocalypse)
- 1995 Lumiere & Company (Lumière et compagnie) (segment)
- 1997 Mad City
- 2002 Amen.
- 2005 The Axe (Le Couperet)
- 2006 Mon colonel doar scenarist și producător
- 2009 Eden in West (Éden à l'ouest)
- 2012 Capital (Le Capital)
- 2019 Adults in the Room
- 2024 Le Dernier Souffle

## Premii
Regizorul a primit un Premiu Magritte de onoare pentru întreaga sa operă, la cea de-a treia gală (Premiile Magritte 2013) a decernărilor acestor premii.